# Чайдах-Юрях (река, впадает в Оленёкский залив)
Чайдах-Юрях (также Чайдаах-Юрэх) — река на северо-западе Якутии, впадает в Оленёкский залив моря Лаптевых. Длина реки — 148 км, площадь водосборного бассейна — 1180 км². Исток реки находится на Северо-Сибирской низменности, к югу от кряжа Прончищева, на высоте более 106 м над уровнем моря. Течёт по тундровой местности, протекая через Анабарский улус. В нижнем течении служит административной границей с Булунским улусом. Протекая в среднем течении через озёра Чайдахтар, направление течения реки меняется с северного на восточное. В нижнем течении Чайдах-Юрях активно меандрирует. Впадает в Оленёкский залив моря Лаптевых напротив островов Орто-Ары и Салхай. Ширина реки в нижнем течении — 20-30 м. Устье сильно заболочено.
Основной приток, правый — река Таба-Бастах длиной 77 км.